# Yame (Fukuoka)
Yame (八女市 Yame-shi?) es una ciudad localizada en Fukuoka, Japón.
A partir de 2003, la ciudad tiene una población de 39.372 y una densidad de 1.000,81 personas por km². La superficie total es de 39,34 km².
La ciudad fue fundada el 1 de abril de 1954.
El 1 de octubre de 2006, la ciudad de Jōyō, del Distrito de Yame, fue fusionado con Yame.

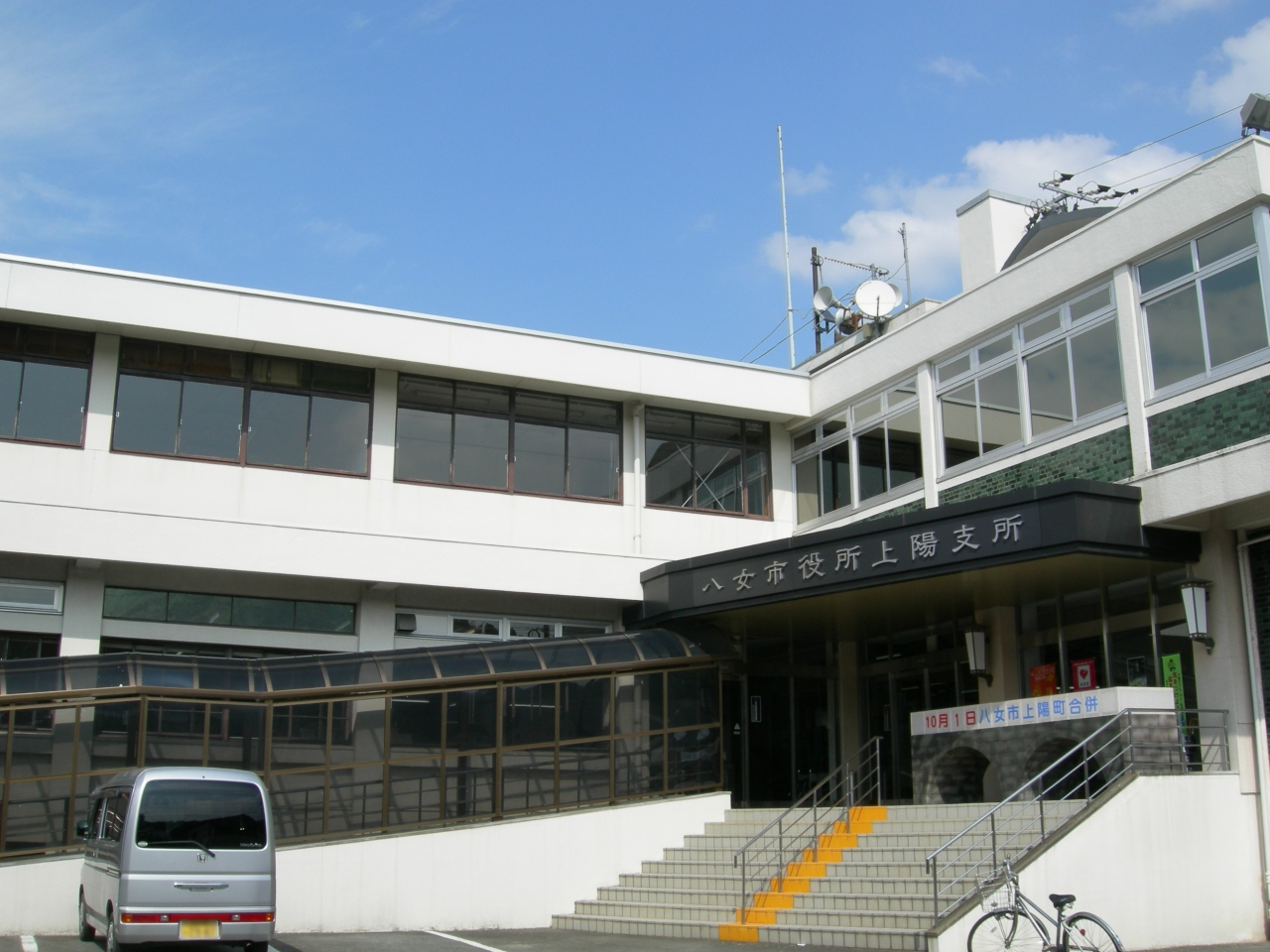
Oficinas de la ciudad de Yame.